# Dipterocarpus zeylanicus
Espèce
Classification phylogénétique
Statut de conservation UICN

 EN A1cd : En danger
Dipterocarpus  zeylanicus est une espèce de grands arbres sempervirents du Sri Lanka, appartenant à la famille des Diptérocarpacées.

## Répartition
Arbre de la canopée, disséminé dans les forêts primaires de plaine du Sri Lanka.

## Préservation
Quelques populations sont préservées dans des réserves forestières.